# Rally Zemaitija 2021
Rajd Žemaitija 2021 (Rally Žemaitija 2021, Rajd Żmudzi 2021) – kolejna edycja Rajdu Žemaitija. To rajd samochodowy, który był rozgrywany od 4 do 5 czerwca 2021 roku. Bazą rajdu było miasto na Litwie – Kielmy. Była to pierwsza runda rajdowych samochodowych mistrzostw Polski w roku 2021 i zarazem pierwsza runda Rajdowych Mistrzostwa Litwy w roku 2021. W sezonie 2021 w RSMP był to rajd drugiej kategorii (tzw. jednoetapowy), gdzie punktacja będzie następująca: od 25 punktów za zwycięstwo i oddzielne punkty za odcinek Power Stage.
Raj Żmudzi 2021 wygrał litewski kierowca Vaidotas Žala, dla którego była to już czwarta wygrana z rzędu w tym rajdzie, drugie miejsce ze stratą ponad trzydziestu sekund zajął jego rodak Martynas Samsonas, a trzecie ze stratą prawie czterdziestu trzech sekund także litewski zawodnik Vladas Jurkevičius. W klasyfikacji RSMP zwyciężył Polak Mikołaj Marczyk, który w klasyfikacji generalnej był piąty.

## Lista zgłoszeń[2]
Poniższa lista spośród 105 zgłoszonych zawodników obejmuje tylko zawodników startujących samochodami grupy R5 i WRC.
| Nr. | Kierowca            | Pilot                 | Zespół                        | Samochód                   | Klasa         | Klasyfikacja      |
| --- | ------------------- | --------------------- | ----------------------------- | -------------------------- | ------------- | ----------------- |
| 1   | Vaidotas Žala       | Andris Mālnieks       | Agrorodeo                     | Škoda Fabia R5             | AWD, LARČ2    | Lithuania         |
| 2   | Mikołaj Marczyk     | Szymon Gospodarczyk   | Orlen Team                    | Škoda Fabia Rally2 evo     | AWD, 2        | Poland            |
| 4   | Erik Cais           | Jindřiška Žáková      | Yacco ACCR Team               | Ford Fiesta Rally2         | AWD, LARČ2, 2 | Poland, Lithuania |
| 5   | Wałerij Gorbań      | Sergey Larens         | Eurolamp WRT                  | Mini John Cooper Works WRC | AWD, LARČ1    | Lithuania         |
| 6   | Grzegorz Grzyb      | Michał Poradzisz      |                               | Škoda Fabia Rally2 evo     | AWD, 2        | Poland            |
| 7   | Dominykas Butvilas  | Renatas Vaitkevičius  | Proracing                     | Škoda Fabia R5             | AWD, LARČ2    | Lithuania         |
| 8   | Callum Devine       | James Fulton          |                               | Ford Fiesta Rally2         | AWD, LARČ2, 2 | Poland, Lithuania |
| 9   | Giedrius Notkus     | Dalius Strižanas      | Viada-Multi FX                | Škoda Fabia R5             | AWD, LARČ2    | Lithuania         |
| 10  | Łukasz Kotarba      | Tomasz Kotarba        | BTH Import Stal Rally Team    | Citroën C3 Rally2          | AWD, 2        | Poland            |
| 11  | Vladas Jurkevičius  | Aisvydas Paliukėnas   | Atlantis Racing               | Škoda Fabia Rally2 evo     | AWD, LARČ2    | Lithuania         |
| 14  | Tomasz Kasperczyk   | Damian Syty           | Tiger Energy Drink Rally Team | Volkswagen Polo GTI R5     | AWD, 2        | Poland            |
| 16  | Jarosław Szeja      | Marcin Szeja          | Hyundai Poland Racing         | Hyundai i20 R5             | AWD, 2        | Poland            |
| 18  | Kacper Wróblewski   | Jakub Wróbel          |                               | Škoda Fabia Rally2 evo     | AWD, 2        | Poland            |
| 19  | Robert Kocik        | Sebastian Wach        |                               | Ford Fiesta Rally2         | AWD, LARČ2    | Lithuania         |
| 20  | Marek Nowak         | Adam Grzelka          |                               | Ford Fiesta R5             | AWD, 2        | Poland            |
| 21  | Jarosław Kołtun     | Ireneusz Pleskot      | Plon Rally Team               | Ford Fiesta Rally2         | AWD, LARČ2, 2 | Poland, Lithuania |
| 23  | Jonas Sluckus       | Giedrius Šileikis     | Viada-Multi FX                | Škoda Fabia R5             | AWD, LARČ2    | Lithuania         |
| 25  | Jacek Jurecki       | Kamil Kozdroń         | ProfiAuto EvoTech Rally Team  | Hyundai i20 R5             | AWD, 2        | Poland            |
| 27  | Adrian Chwietczuk   | Jarosław Baran        | Hołowczyc Racing              | Škoda Fabia Rally2 evo     | AWD, 2        | Poland            |
| 28  | Maciej Lubiak       | Grzegorz Dachowski    | APRMotorsport                 | Hyundai i20 R5             | AWD, 2        | Poland            |
| 30  | Wojciech Chuchała   | Sebastian Rozwadowski | Marten Sport                  | Škoda Fabia Rally2 evo     | AWD, 2        | Poland            |
| 31  | Łukasz Kabaciński   | Michał Kuśnierz       | Proudcube Rally Team          | Škoda Fabia Rally2 evo     | AWD, 2        | Poland            |
| 33  | Sylwester Płachytka | Jacek Nowaczewski     |                               | Škoda Fabia Rally2 evo     | AWD, 2        | Poland            |
| 35  | Zbigniew Gabryś     | Krzysztof Janik       | Rallytechnology               | Volkswagen Polo GTI R5     | AWD, 2        | Poland            |
| 37  | Adam Stec           | Dariusz Zdanowicz     |                               | Ford Fiesta R5             | AWD, 2        | Poland            |
| 39  | Daniel Chwist       | Kamil Heller          | Rallytechnology               | Hyundai i20 R5             | AWD, 2        | Poland            |

## Zwycięzcy odcinków specjalnych[3]
| Dzień     | Numer odcinka  | Nazwa odcinka | Długość            | Zwycięzca odcinka      | Samochód | Czas               | Lider rajdu |
| --------- | -------------- | ------------- | ------------------ | ---------------------- | -------- | ------------------ | ----------- |
| 4 czerwca |                |               |                    |                        |          |                    |             |
| OS1       | Kelmė 1        | 1,64 km       | Grzegorz Grzyb     | Škoda Fabia Rally2 evo | 1:12,7   | Grzegorz Grzyb     |             |
| 5 czerwca |                |               |                    |                        |          |                    |             |
| OS3       | Autopartner 1  | 5,71 km       | Dominykas Butvilas | Škoda Fabia R5         | 2:49,1   | Dominykas Butvilas |             |
| OS4       | KIA            | 12,14 km      | Vaidotas Žala      | Škoda Fabia R5         | 6:48,3   | Vaidotas Žala      |             |
| OS5       | Radiocentras   | 4,66 km       | Vaidotas Žala      | Škoda Fabia R5         | 2:23,8   | Vaidotas Žala      |             |
| OS7       | Mano Garažas 1 | 8,82 km       | Vaidotas Žala      | Škoda Fabia R5         | 4:11,5   | Vaidotas Žala      |             |
| OS8       | Pakelo 1       | 7,13 km       | Vaidotas Žala      | Škoda Fabia R5         | 3:29,3   | Vaidotas Žala      |             |
| OS9       | Rallyfreaks    | 7,44 km       | Vaidotas Žala      | Škoda Fabia R5         | 3:38,1   | Vaidotas Žala      |             |
| OS10      | Mano Garažas 2 | 8,82 km       | Martynas Samsonas  | Ford Fiesta N5         | 3:38,1   | Vaidotas Žala      |             |
| OS11      | Pakelo 2       | 7,13 km       | Vaidotas Žala      | Škoda Fabia R5         | 3:26,2   | Vaidotas Žala      |             |
| OS12      | Aztec Oils     | 8,96 km       | Vaidotas Žala      | Škoda Fabia R5         | 4:43,5   | Vaidotas Žala      |             |
| OS13      | Tomui 1        | 17,75 km      | Vaidotas Žala      | Škoda Fabia R5         | 8:28,5   | Vaidotas Žala      |             |
| OS14      | Tomui 2        | 17,75 km      | Vaidotas Žala      | Škoda Fabia R5         | 8:15,0   | Vaidotas Žala      |             |

### Power Stage w RSMP – OS14[4]
| Miejsce | Kierowca          | Pilot                 | Samochód               | Czas/strata | Punkty |
| ------- | ----------------- | --------------------- | ---------------------- | ----------- | ------ |
| 1       | Mikołaj Marczyk   | Szymon Gospodarczyk   | Škoda Fabia Rally2 evo | 8:23,3      | 5      |
| 2       | Grzegorz Grzyb    | Michał Poradzisz      | Škoda Fabia Rally2 evo | +4,0        | 4      |
| 3       | Adrian Chwietczuk | Jarosław Baran        | Škoda Fabia Rally2 evo | +6,1        | 3      |
| 4       | Jacek Jurecki     | Kamil Kozdroń         | Hyundai i20 R5         | +9,2        | 2      |
| 5       | Wojciech Chuchała | Sebastian Rozwadowski | Škoda Fabia Rally2 evo | +10,4       | 1      |

## Wyniki końcowe rajdu[5]
| Miejsce | Kierowca           | Pilot                 | Samochód                   | Czas    | Strata  | Grupa      |
| ------- | ------------------ | --------------------- | -------------------------- | ------- | ------- | ---------- |
| 1       | Vaidotas Žala      | Andris Mālnieks       | Škoda Fabia R5             | 53:38,2 | –       | AWD, LARČ2 |
| 2       | Martynas Samsonas  | Ervinas Snitkas       | Ford Fiesta N5             | 54:08,9 | +30,7   | AWD, LARČ1 |
| 3       | Vladas Jurkevičius | Aisvydas Paliukėnas   | Škoda Fabia Rally2 evo     | 54:20,6 | +42,4   | AWD, LARČ2 |
| 4       | Dominykas Butvilas | Renatas Vaitkevičius  | Škoda Fabia R5             | 54:36,5 | +58,3   | AWD, LARČ2 |
| 5       | Mikołaj Marczyk    | Szymon Gospodarczyk   | Škoda Fabia Rally2 evo     | 54:42,7 | +1:04,5 | AWD, 2     |
| 6       | Adrian Chwietczuk  | Jarosław Baran        | Škoda Fabia Rally2 evo     | 54:54,2 | +1:16,0 | AWD, 2     |
| 7       | Wałerij Gorbań     | Sergey Larens         | Mini John Cooper Works WRC | 55:14,1 | +1:35,9 | AWD, LARČ1 |
| 8       | Erik Cais          | Jindřiška Žáková      | Ford Fiesta Rally2         | 55:15,7 | +1:37,5 | AWD, 2     |
| 9       | Wojciech Chuchała  | Sebastian Rozwadowski | Škoda Fabia Rally2 evo     | 55:16,6 | +1:38,4 | AWD, 2     |
| 10      | Callum Devine      | James Fulton          | Ford Fiesta Rally2         | 55:31,3 | +1:53,1 | AWD, 2     |

Klasyfikacja RSMP
W klasyfikacji RSMP dodatkowe punkty przyznawane są za odcinek Power Stage.
| Miejsce | Kierowca            | Pilot                 | Samochód               | Czas    | Strata  | Grupa                | Punkty |
| ------- | ------------------- | --------------------- | ---------------------- | ------- | ------- | -------------------- | ------ |
| 1       | Mikołaj Marczyk     | Szymon Gospodarczyk   | Škoda Fabia Rally2 evo | 54:42,7 | –       | AWD, 2               | 30+5   |
| 2       | Adrian Chwietczuk   | Jarosław Baran        | Škoda Fabia Rally2 evo | 54:54,2 | +11,5   | AWD, 2               | 24+3   |
| 3       | Wojciech Chuchała   | Sebastian Rozwadowski | Škoda Fabia Rally2 evo | 55:16,6 | +33,9   | AWD, 2               | 21+1   |
| 4       | Kacper Wróblewski   | Jakub Wróbel          | Škoda Fabia Rally2 evo | 55:39,2 | +56,5   | AWD, 2               | 19     |
| 5       | Tomasz Kasperczyk   | Damian Syty           | Volkswagen Polo GTI R5 | 55:41,0 | +58,3   | AWD, 2               | 17     |
| 6       | Jacek Jurecki       | Kamil Kozdroń         | Hyundai i20 R5         | 56:05,9 | +1:23,2 | AWD, 2               | 15+2   |
| 7       | Łukasz Kotarba      | Tomasz Kotarba        | Citroën C3 Rally2      | 56:19,2 | +1:36,5 | AWD, 2               | 13     |
| 8       | Sylwester Płachytka | Jacek Nowaczewski     | Škoda Fabia Rally2 evo | 56:35,2 | +1:52,5 | AWD, 2               | 11     |
| 9       | Zbigniew Gabryś     | Krzysztof Janik       | Volkswagen Polo GTI R5 | 56:39,5 | +1:56,8 | AWD, 2               | 9      |
| 10      | Łukasz Kabaciński   | Michał Kuśnierz       | Škoda Fabia Rally2 evo | 56:59,2 | +2:16,5 | AWD, 2               | 7      |
| 11      | Maciej Lubiak       | Grzegorz Dachowski    | Hyundai i20 R5         | 57:10,6 | +2:27,9 | AWD, 2               | 5      |
| 12      | Marek Nowak         | Adam Grzelka          | Ford Fiesta R5         | 58:30,4 | +3:47,7 | AWD, 2               | 4      |
| 13      | Krzysztof Bubik     | Adrian Sadowski       | BMW M3 E46 Compact     | 58:30,5 | +3:47,8 | 2WD, LARČ6, Open 2WD | 3      |
| 14      | Daniel Chwist       | Kamil Heller          | Hyundai i20 R5         | 58:38,1 | +3:55,4 | AWD, 2               | 2      |
| 15      | Grzegorz Grzyb      | Michał Poradzisz      | Škoda Fabia Rally2 evo | 59:25,4 | +4:42,7 | AWD, 2               | 1+4    |

## Klasyfikacja kierowców RSMP 2021 po 1 rundzie[6]
Punkty otrzymuje 15 pierwszych zawodników, którzy ukończą rajd według klucza:
| Miejsce | 1  | 2  | 3  | 4  | 5  | 6  | 7  | 8  | 9 | 10 | 11 | 12 | 13 | 14 | 15 |
| Punkty  | 30 | 24 | 21 | 19 | 17 | 15 | 13 | 11 | 9 | 7  | 5  | 4  | 3  | 2  | 1  |

Dodatkowe punkty zawodnicy zdobywają za ostatni odcinek specjalny zwany Power Stage, punktowany: za zwycięstwo – 5, drugie miejsce – 4, trzecie – 3, czwarte – 2 i piąte – 1 punkt.
| Miejsce | 1 | 2 | 3 | 4 | 5 |
| Punkty  | 5 | 4 | 3 | 2 | 1 |

Dodatkowo w rajdach pierwszej kategorii (tzw. rajdach dwuetapowych) – wyróżnionych kursywą, pierwsza piątka w klasyfikacji generalnej każdego etapu zdobywa punkty w takim samym stosunku jak w przypadku punktacji Power Stage. W tabeli uwzględniono miejsce, które zajął zawodnik w poszczególnym rajdzie, a w indeksie górnym umieszczono liczbę punktów uzyskanych na ostatnim, dodatkowo punktowanym odcinku specjalnym tzw. Power Stage oraz dodatkowe punkty za wygranie etapów rajdu.
| Poz. | Kierowca            | Żmudzi | Polski | Nadwiślański | Rzeszowski | Śląska | Świdnicki | Koszyc | Suma punktów |
| ---- | ------------------- | ------ | ------ | ------------ | ---------- | ------ | --------- | ------ | ------------ |
| 1    | Mikołaj Marczyk     | 15     |        |              |            |        |           |        | 35           |
| 2    | Adrian Chwietczuk   | 23     |        |              |            |        |           |        | 27           |
| 3    | Wojciech Chuchała   | 31     |        |              |            |        |           |        | 22           |
| 4    | Kacper Wróblewski   | 4      |        |              |            |        |           |        | 19           |
| 5    | Tomasz Kasperczyk   | 5      |        |              |            |        |           |        | 17           |
| 6    | Jacek Jurecki       | 62     |        |              |            |        |           |        | 17           |
| 7    | Łukasz Kotarba      | 7      |        |              |            |        |           |        | 13           |
| 8    | Sylwester Płachytka | 8      |        |              |            |        |           |        | 11           |
| 9    | Zbigniew Gabryś     | 9      |        |              |            |        |           |        | 9            |
| 10   | Łukasz Kabaciński   | 10     |        |              |            |        |           |        | 7            |
| 11   | Maciej Lubiak       | 11     |        |              |            |        |           |        | 5            |
| 12   | Grzegorz Grzyb      | 154    |        |              |            |        |           |        | 5            |
| 13   | Marek Nowak         | 12     |        |              |            |        |           |        | 4            |
| 14   | Krzysztof Bubik     | 13     |        |              |            |        |           |        | 3            |
| 15   | Daniel Chwist       | 14     |        |              |            |        |           |        | 2            |
| Poz. | Kierowca            | Żmudzi | Polski | Nadwiślański | Rzeszowski | Śląska | Świdnicki | Koszyc | Suma punktów |